# Staurozoa
Staurozoa е клас принадлежащ към подтип медузи на тип мешести. Те са уникални сред останалите медузи с това, че не извършват редуване на фазите на полип и медуза по време на жизнения си цикъл, а вместо това имат етап на прикрепена медуза, наподобяваща тази на полипните форми. Обикновено имат форма на тръба на тялото, ориентирана с главата надолу в сравнение с другите медузи, с пипалата нагоре и дръжка намираща се в центъра на чадъра.
Членовете на този клас често се срещат в относително студени води, в близост до бреговата линия.
Полово зрелите Staurozoa освобождават хайвера или сперматозоидите, които се оплождат в морето и образуват пълзящи, безресничести ларви планула. Ларвите пълзят по дъното на морето докато не намерят подходящо място да се прикрепят, обикновено скала или водорасли, където могат да се развият в нова, прикрепена ставромедуза. За разлика от повечето медузи Staurozoa не практикуват безполово размножаване, процес, при който се разделят на телесни сегменти, които стават нови медузки. Почти всички Staurozoa се развиват директно в зряла форма.
Въпреки че са били причислявани към клас Scyphozoa, последните генетични изследвания показват, че Staurozoa трябва да се издигнат до таксон еквивалентен на Scyphozoa и Cubozoa, и следователно трябва да бъде известен като клас Staurozoa.

## Разреди
- Cleistocarpida
- Eleutherocarpida